# يتربى في عزو (مسلسل)
يتربى في عزو مسلسل مصري تم بثه لأول مرة خلال رمضان 2007 (سبتمبر - أكتوبر)

## القصة
يناقش المسلسل شخصية حمادة عزو (يحيى الفخراني)، رجل متعدد الزوجات، شخصية مستهترة بسبب اهتمام والدته (كريمة مختار الزائد به، ما جعله غير قادر على تحمل المسؤولية ، فيصطدم بواقع الحياة وبإبنة عمه نوال (نهال عنبر) التي تحاول جعله إنساناً منظماً ومسؤولاً.

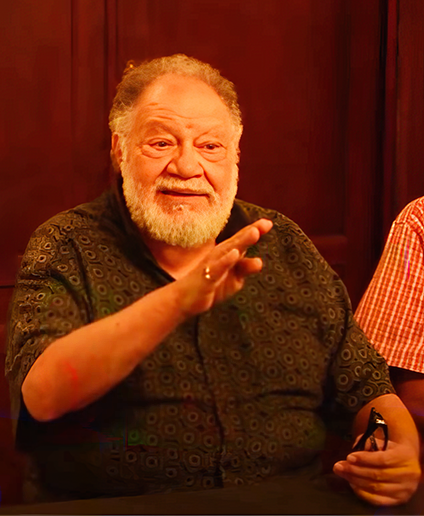
يحيى الفخراني في دور حمادة عزو

## الشخصيات
- يحيي الفخراني : حمادة عزو
- كريمة مختار : ماما نونة والدة حمادة عزو
- نهال عنبر : الدكتورة نوال ابنة عم حمادة عزو وزوجته السادسة
- أشرف عبد الغفور : كمال ابن عم حمادة عزو وأخو نوال
- سامح الصريطي : علاء ابن عم حمادة الثاني
- مها أبو عوف : فوزية زوجة حمادة عزو الأولي
- ياسر جلال : حسام ابن حمادة عزو الأكبر
- هنا شيحا : داليا ابنة حمادة عزو الثانية
- حسن عبد الحميد : والد فوزية
- انتصار : عائشة زوجة حمادة عزو الثانية
- أحمد عزمي : إبراهيم ابن حمادة عزو الأصغر
- رانيا فريد شوقي : أيناس زوجة حمادة عزو الرابعة
- خالد محمود : شادي فنان ورسام أحبه حماده وزوجته داليا إبنته
- حسن مصطفى : سليمان أحد أصدقاء حمادة عزو
- شيري عادل : جارة إبراهيم عزو وزوجته فيما بعد
- أحمد فؤاد سليم : مقدم بالمباحث ووالد زوجة حسام عزو
- صبري عبد المنعم : الدكتور عماد زميل الدكتورة نوال بألمانيا
- أسامة عباس : الدكتور أحمد رئيس مركز البحوث الذي عملت به نوال
- فاروق فلوكس : فتحي سلَّام صاحب مصنع لإنتاج لعب الأطفال وشريك حمادة عزو
- يوسف عثمان : ابن نوال عزو الأوسط
- أحمد عقل هلال صحفي وأحد أصدقاء حمادة عزو
- علاء زينهم شفيق مدرس وجار إبراهيم وزوج أمه فيما بعد
- شادي خلف شريف أحد الطلبة الذين قاموا بتعليم إبراهيم الاشتراكية والثورة

## روابط خارجية
يتربى في عزو على موقع كلاسيك